# Haliclona nigra
Haliclona nigra är en svampdjursart som först beskrevs av Burton 1929.  Haliclona nigra ingår i släktet Haliclona och familjen Chalinidae. Inga underarter finns listade i Catalogue of Life.